# The Gundown
Pour plus de détails, voir Fiche technique et Distribution.
The Gundown est un western américain réalisé par Dustin Rikert en 2011.

## Synopsis
Cole Brandt, devenu chasseur de primes à la suite du meurtre de sa femme, arrive dans la ville de Dead River où Travis Mccain fait régner sa propre loi en faisant payer sa protection contre des menaces qu'il suscite lui-même, assisté d'une bande de vauriens et de sa compagne Dulce. Brandt comprend vite la règle de la ville, mais décide de ne pas s'en mêler, jusqu'à ce que McCain lui envoie quelques tueurs aux trousses. Revenu en ville, il prend le parti des faibles contre McCain.

## Fiche technique
- Scénario : Dustin Rikert et William Shockley
- Production : Camelot Entertainment
- Musique : John Bohlinger
- Durée : 97 minutes
- Date de sortie aux États-Unis : 13 septembre 2011

## Distribution
- Andrew Walker : Cole Brandt
- Peter Coyote : Thomas Morgan
- William Shockley : Travis McCain
- Sheree J. Wilson : Sarah Morgan
- Allison Gordon : Cassey May
- Veronica Milagros (sous le pseudonyme de Veronica Diaz) : Dulce de la Rosa
- Tyler Kain : Lily Morgan